# Guido Andreozzi
Guido Andreozzi (Buenos Aires, 5 agosto 1991) è un tennista argentino.
Dopo un infortunio e una lunga convalescenza, dal 2022 si è messo in luce in doppio vincendo tre titoli nel circuito maggiore e nell'agosto 2025 ha raggiunto il 40º posto del ranking ATP.
Nella prima parte della carriera ha giocato in prevalenza nei tornei dell'ATP Challenger Tour, si è aggiudicato diversi titoli sia in singolare che in doppio e si era distinto soprattutto in singolare raggiungendo il 70º posto del ranking nel gennaio 2019. 

## Carriera

### 2007-2012, inizi da professionista, primi titoli nei circuiti ITF e Challenger, debutto nel Grande Slam
Debutta tra i professionisti nel 2007 e per alcuni anni partecipa in prevalenza ai tornei ITF, vince il primo in singolare nel 2010 e in doppio nel 2011. Quello stesso anno inizia a giocare con continuità nei tornei del circuito Challenger e vince il suo primo titolo di categoria in doppio a Belo Horizonte con il connazionale Eduardo Schwank, battendo in finale Christian Lindell e Ricardo Hocevar. Due settimane dopo vince in doppio anche il Challenger di Recife e nel maggio 2012 quello di Rio Quente. In luglio si aggiudica il primo Challenger in singolare a Lima, sconfiggendo in finale Facundo Argüello; il mese dopo si qualifica per la prima volta al tabellone principale degli US Open e viene battuto al primo turno da Kei Nishikori. Ad aprile entra per la prima volta nella top 200 del ranking ATP di doppio e a settembre nella top 200 del singolare.

### 2013-2015, successi in competizioni continentali e 134º del ranking in singolare
Nel 2013 vince un titolo Challenger in singolare e due in doppio, ma non compie sostanziali progressi in classifica. Nel gennaio 2014 raggiunge la 134ª posizione del ranking in singolare. In marzo vince la medaglia d’oro in doppio ai Giochi sudamericani in coppia con Facundo Bagnis, superando i colombiani Nicolás Barrientos e Carlos Salamanca, e perde la finale in singolare contro lo stesso Bagnis. Nel prosieguo della stagione si aggiudica un Challenger in singolare e tre in doppio. Nel luglio 2015 vince la medaglia d'oro nel doppio misto e quella d'argento nel doppio maschile ai Giochi panamericani. Quello stesso anno vince il suo primo incontro in un tabellone principale dell'ATP battendo Andrés Molteni nell'Argentina Open di Buenos Aires, mentre nei tornei Challenger vince solo un titolo in doppio.

### 2016-2018, sette titoli Challenger in doppio, sei titoli e top 100 in singolare
Nella prima parte del 2016 vince in singolare i Challenger di Santo Domingo e Vicenza. Ad agosto si qualifica per la seconda volta al tabellone principale degli US Open e viene sconfitto al primo turno da Jo-Wilfried Tsonga. In novembre porta il suo miglior ranking in singolare al 109º posto dopo la finale persa nel Lima Challenger e la semifinale raggiunta al Challenger Ciudad de Guayaquil. Nel 2017 vince due Challenger in doppio, mentre in singolare perde l'unica finale giocata nei Challenger. Nel febbraio 2018 si ritrova alla 245ª posizione del ranking e si risolleva con i successi al Punta Open e al Tunis Open. In maggio si qualifica per la prima volta al tabellone principale del Roland Garros, vince quindi il primo incontro in uno Slam al primo turno battendo in 5 set il nº 68 ATP Taylor Fritz e viene eliminato al secondo da Fernando Verdasco. A fine torneo sale alla 102ª posizione del ranking. Torna a mettersi in luce in agosto raggiungendo per la prima volta il terzo turno in un torneo ATP a Winston Salem. Il mese successivo supera in tre set Alejandro Davidovich Fokina nella finale del Challenger di Stettino e fa il suo esordio nella top 100 del ranking, in 97ª posizione. In novembre si aggiudica anche il Challenger Ciudad de Guayaquil e chiude l'ottima stagione al 79º posto mondiale. Nello stesso periodo sale anche nel ranking di doppio, grazie ai titoli vinti in meno di un mese nei Challenger di Lima, Montevideo e Buenos Aires con Guillermo Durán.

### 2019, 70º nel ranking e operazione alla spalla
All'inizio del 2019 arriva al secondo turno dell'ATP 250 di Sidney e il 28 gennaio si trova al 70º posto mondiale, nuovo best ranking. In febbraio raggiunge il best ranking anche in doppio, in 101ª posizione, dopo aver vinto il Challenger di Punta del Este in coppia con Guillermo Durán. Nel periodo che segue supera il primo turno solo nei Masters 1000 di Indian Wells e Miami e negli ATP 250 di Marrakech e di Estoril, in maggio esce dalla top 100. Nella prima parte della stagione non va oltre la semifinale a Phoenix nei Challenger. In agosto conquista la medaglia d'argento in doppio e quella di bronzo in singolare ai Giochi panamericani. Disputa un'altra semifinale Challenger a Genova in settembre, la settimana dopo torna in finale a Stettino e perde contro Jozef Kovalik, mentre si impone nel torneo di doppio con Andres Molteni, con il quale due settimane dopo si conferma campione a Buenos Aires. Disputa l'ultimo torneo stagionale in ottobre e in dicembre si sottopone a un'operazione alla spalla sinistra che gli impone una lunga convalescenza.

### 2020-2022, convalescenza e crollo nei ranking, rientro e successi in doppio
Salta tutta la stagione 2020, rientra in campo nel gennaio 2021 e, grazie alla classifica congelata a causa della pandemia di COVID-19, al momento del rientro si trova al 166º posto del ranking. Riparte dalle qualificazioni degli Australian Open e viene eliminato al primo incontro. Il primo risultato significativo della stagione è la finale raggiunta in doppio in maggio al Challenger Roma II. La finale raggiunta in singolare la settimana dopo al Biella V frena la sua discesa nel ranking. In luglio torna a vincere un titolo dopo quasi due anni al torneo di doppio del Porto Open. Nel finale di stagione vince alcuni incontri in doppio mentre chiude il 2021 subendo 9 sconfitte consecutive in singolare che lo portano alla 271ª posizione del ranking, la peggiore dal novembre 2015. Nella prima parte del 2022 resta fuori dal circuito dopo aver giocato un solo torneo a inizio gennaio, e a maggio esce dalla top 500 in singolare. Torna alle gare a giugno e gioca prevalentemente in doppio, entro fine anno disputa in coppia con Guillermo Durán nove finali Challenger e si aggiudicano quelle di Corrientes, Todi, Buenos Aires, Rio de Janeiro, Guayaquil, São Leopoldo e Temuco, e Andreozzi arriva a ridosso della top 100. A Temuco torna inoltre a vincere un torneo in singolare dopo oltre quattro anni, risale 505 posizioni nel ranking e rientra nella top 400.

### 2023, top 80 in doppio
Continua a progredire in doppio ed entra per la prima volta nella top 100 con il Challenger vinto a gennaio a Tigre assieme a Ignacio Carou. A fine mese vince con Durán quello di Concepción. Torna a giocare nel circuito maggiore dopo 3 anni al Córdoba Open e raggiunge i quarti in doppio con Durán. Rientra anche in singolare nel circuito maggiore all'ATP 500 di Acapulco, dove supera le qualificazioni, esce di scena al primo turno e si porta a ridosso della top 300. Ad aprile perdono le finali al Challenger 125 di Sarasota e all'Ostrava Open e il mese dopo porta il best ranking alla 77ª posizione. Disputa entrambe le finali al Challenger di Cali, vince quella di doppio in coppia con Cristian Rodríguez e perde in singolare contro Federico Delbonis. A fine luglio torna a vincere un incontro ATP in singolare superando Filip Misolic all'Austrian Open, dove con Durán vince un incontro anche in doppio. Dopo la finale persa a settembre al Columbus Challenger in coppia con Hans Hach Verdugo, nel finale di stagione si aggiudica i titoli Challenger a Campinas assieme a Durán, a Curitiba con Ignacio Carou e a Montevideo ancora con Durán.

### 2024, primo titolo ATP, quattro titoli Challenger e 51º nel ranking
Raggiunge le finali con Duran nei primi due Challenger disputati in stagione, perdono quella a Punta del Este e la settimana successiva si impongono a Piracicaba. Riprende a giocare nei tornei ATP e a febbraio raggiunge la sua prima semifinale in carriera nel circuito maggiore al Los Cabos Open, dove gioca in coppia con Miguel Angel Reyes-Varela e raccolgono 5 giochi contro Gonzalo Escobar / Oleksandr Nedovjesov. Ancora con Reyes-Varela a fine marzo conquista il titolo al Challenger 125 di Napoli, raggiungono quindi la semifinale all'ATP di Marrakesh e Andreozzi porta il miglior ranking al 69º posto. La settimana successiva perdono la finale al Challenger di Madrid.
Vince il suo primo incontro di doppio in carriera in una prova del Grande Slam al Roland Garros giocando con Rinky Hijikata ed escono di scena al secondo turno. Si aggiudica con Reyes Varela il successivo Challenger 125 di Perugia. A fine luglio vince al Croatia Open Umag il suo primo titolo ATP, in coppia con Reyes Varela ha la meglio in finale su Manuel Guinard / Grégoire Jacq con il punteggio di 6-4, 6-2. Fa il suo debutto agli US Open assieme a Sriram Balaji e si spingono fino al secondo turno. A settembre vince lo Szczecin Open in coppia con Théo Arribagé e perde la finale al Challenger 125 Bad Waltersdorf Open assieme a Sriram Balaji, risultati con cui sale al 51º posto del ranking. A novembre vince l'Uruguay Open in coppia con Orlando Luz.

### 2025, due titoli ATP, terzo turno a Wimbledon e 40º nel ranking
Eliminato al primo turno degli Australian Open in coppia con Arribagé, a febbraio vince il Brasil Tennis Challenger assieme a Luz. La settimana successiva perde in finale al Rosario Challenger con Arribagé, assieme al quale vince subito dopo il secondo titolo ATP all'Argentina Open superando in finale Marcelo Melo / Rafael Matos per 7-5, 4-6, 10-7. Continua l'ascesa a fine febbraio raggiungendo la semifinale al Chile Open. Esordisce in un torneo Masters 1000 al Miami Open ed escono di scena al secondo turno. Con Arribagé raggiunge i quarti di finale agli Internazionali d'Italia, mentre esce di nuovo al secondo turno al Roland Garros. Si spingono fino alla semifinale ai Mallorca Championships, mentre assieme a Marcelo Demoliner raggiunge per la prima volta il terzo turno in una prova del Grande Slam a Wimbledon. Vince il secondo titolo stagionale allo Swedish Open con Sander Arends superando in finale in tre set Adam Pavlásek / Jan Zieliński. Ancora con Arends si spinge fino ai quarti al Masters 1000 del Canadian Open e sale alla 40ª posizione mondiale.

## Statistiche
Aggiornate al 18 agosto 2025.

### Doppio

#### Vittorie (3)
| Legenda doppio       |
| Grande Slam (0)      |
| ATP Finals (0)       |
| ATP Masters 1000 (0) |
| ATP Tour 500 (0)     |
| ATP Tour 250 (3)     |

| N. | Data             | Torneo                       | Superficie  | Compagno                  | Avversari in Finale          | Punteggio           |
| 1. | 26 luglio 2024   | Croatia Open Umag, Umago     | Terra rossa | Miguel Ángel Reyes Varela | Manuel Guinard Grégoire Jacq | 6-4, 6-2            |
| 2. | 15 febbraio 2025 | Argentina Open, Buenos Aires | Terra rossa | Théo Arribagé             | Marcelo Melo Rafael Matos    | 7-5, 4-6, 10-7      |
| 3. | 20 luglio 2025   | Swedish Open, Båstad         | Terra rossa | Sander Arends             | Adam Pavlásek Jan Zieliński  | 6(4)-7, 7-5, [10-6] |

### Tornei minori

#### Singolare

##### Vittorie (15)
| Legenda        |
| Challenger (9) |
| Futures (6)    |

| N.  | Data              | Torneo                                    | Superficie  | Avversario in finale        | Punteggio           |
| 1.  | 21 novembre 2010  | Peru F2, Chosica                          | Terra rossa | Juan-Pablo Amado            | 6-3, 6-4            |
| 2.  | 12 giugno 2011    | Brazil F17, Curitiba                      | Terra rossa | Tiago Lopes                 | 6-1, 4-6, 6-3       |
| 3.  | 7 agosto 2011     | Ecuador F5, Guayaquil                     | Cemento     | Julio Cesar Campozano       | 7-5, 7-6(5)         |
| 4.  | 26 febbraio 2012  | Brazil F8, Itajaí                         | Terra rossa | Ricardo Hocevar             | 7-6(2), 6-3         |
| 5.  | 1º luglio 2012    | Argentina F15, Resistencia                | Terra rossa | Andres Molteni              | 6-0, 6-1            |
| 6.  | 7 luglio 2012     | Lima Challenger, Lima                     | Terra rossa | Facundo Argüello            | 6-3, 6(6)-7, 6-2    |
| 7.  | 2 giugno 2013     | Italy F10, Cesena                         | Terra rossa | Andrea Arnaboldi            | 6-4, 6-4            |
| 8.  | 7 ottobre 2013    | Copa San Juan Gobierno, San Juan          | Terra rossa | Diego Schwartzman           | 6(4)-7, 7-6(5), 6-0 |
| 9.  | 14 febbraio 2016  | Santo Domingo Open, Santo Domingo         | Terra verde | Nicolás Kicker              | 6-0, 6-4            |
| 10. | 29 maggio 2016    | Internazionali Città di Vicenza, Vicenza  | Terra rossa | Pere Riba                   | 6-0, ritirato       |
| 11. | 4 marzo 2018      | Punta Open, Punta del Este                | Terra rossa | Simone Bolelli              | 3-6, 6-4, 6-3       |
| 12. | 22 aprile 2018    | Tunis Open, Tunisi                        | Terra rossa | Daniel Gimeno Traver        | 6-2, 3-0, ritirato  |
| 13. | 16 settembre 2018 | Szczecin Open, Stettino                   | Terra rossa | Alejandro Davidovich Fokina | 6-4, 4-6, 6-3       |
| 14. | 3 novembre 2018   | Challenger Ciudad de Guayaquil, Guayaquil | Terra rossa | Pedro Sousa                 | 7-5, 1-6, 6-4       |
| 15. | 27 novembre 2022  | Challenger Temuco, Temuco                 | Cemento     | Nicolás Kicker              | 4-6, 6-4, 6-2       |

##### Finali perse (9)
| Legenda        |
| Challenger (8) |
| Futures (1)    |

| N. | Data              | Torneo                         | Superficie  | Avversario in finale | Punteggio        |
| 1. | 26 giugno 2011    | Venezuela F5, Coro             | Cemento     | Roman Recarte        | 3-6, 6-1, 1-6    |
| 2. | 22 luglio 2013    | Open Medellin, Medellín        | Terra rossa | Alejandro González   | 4-6, 4-6         |
| 3. | 22 luglio 2014    | Trofeo Manta Open, Manta       | Cemento     | Adrian Mannarino     | 6-4, 3-6, 2-6    |
| 4. | 30 ottobre 2016   | Lima Challenger, Lima          | Terra rossa | Cristian Garín       | 6-3, 5-7, 6(3)-7 |
| 5. | 23 luglio 2017    | Poznań Open, Poznań            | Terra rossa | Aleksej Vatutin      | 6-2, 6-7, 3-6    |
| 6. | 31 marzo 2018     | Andalucía Challenger, Marbella | Terra rossa | Stefano Travaglia    | 3-6, 3-6         |
| 7. | 15 settembre 2019 | Szczecin Open, Stettino        | Terra rossa | Jozef Kovalik        | 7-6(5), 2-6, 4-6 |
| 8. | 9 maggio 2021     | Biella Challenger V, Biella    | Terra rossa | Juan Pablo Varillas  | 3-6, 1-6         |
| 9. | 24 giugno 2023    | Cali Open, Cali                | Terra rossa | Federico Delbonis    | 4-6, 7-6(6), 3-6 |

#### Doppio

##### Vittorie (42)
| Legenda tornei minori |
| Challenger (39)       |
| Futures (3)           |

| N.  | Data              | Torneo                                           | Superficie    | Compagno                  | Avversari in finale                            | Punteggio'             |
| 1.  | 28 maggio 2011    | Paraguay F2, Asunción                            | Terra rossa   | Juan-Pablo Amado          | Joaquín Monteferrario Cristóbal Corvalán       | 6-3, 6-1               |
| 2.  | 13 agosto 2011    | Ecuador F5, Guayaquil                            | Cemento       | Ariel Behar               | Alejandro González Felipe Mantilla             | 7-6(9), 4-6, [10-8]    |
| 3.  | 18 settembre 2011 | BH Open International Cup, Belo Horizonte        | Terra rossa   | Eduardo Schwank           | Ricardo Hocevar Christian Lindell              | 6-2, 6-4               |
| 4.  | 1º ottobre 2011   | Recife Open Internacional, Recife                | Cemento       | Marcel Felder             | Rodrigo Grilli André Miele                     | 6-3, 6-3               |
| 5.  | 12 maggio 2012    | Rio Quente Classic, Rio Quente                   | Cemento       | Marcel Felder             | Thiago Alves Augusto Laranja                   | 6-3, 6-3               |
| 6.  | 1º giugno 2013    | Italy F10, Cesena                                | Terra rossa   | Agustín Velotti           | Sander Groen Andreas Vinciguerra               | 6-4, 6-1               |
| 7.  | 15 settembre 2013 | Open Cali I, Cali                                | Terra rossa   | Eduardo Schwank           | Carlos Salamanca João Souza                    | 6-2, 6-4               |
| 8.  | 22 settembre 2013 | Campeonato Internacional de Campinas, Campinas   | Terra rossa   | Máximo González           | Thiago Alves Thiago Monteiro                   | 6-4, 6-4               |
| 9.  | 31 agosto 2014    | Città di Como Challenger, Como                   | Terra rossa   | Facundo Argüello          | Steven Diez Enrique López Pérez                | 6-2, 6-2               |
| 10. | 28 settembre 2014 | Aberto do Rio Grande do Sul, Porto Alegre        | Terra rossa   | Guillermo Durán           | Facundo Bagnis Diego Schwartzman               | 6-3, 6-3               |
| 11. | 5 ottobre 2014    | Open Cali II, Cali                               | Terra rossa   | Guillermo Durán           | Alejandro González César Ramírez               | 6-3, 6-4               |
| 12. | 13 giugno 2015    | Città di Caltanissetta, Caltanissetta            | Terra rossa   | Guillermo Durán           | Lee Hsin-Han Alessandro Motti                  | 6-3, 6-2               |
| 13. | 11 giugno 2016    | Città di Caltanissetta, Caltanissetta            | Terra rossa   | Andrés Molteni            | Marcelo Arévalo Miguel Ángel Reyes Varela      | 6-1, 6-2               |
| 14. | 23 luglio 2017    | Poznań Open, Poznań                              | Terra rossa   | Jaume Munar               | Tomasz Bednarek Gonçalo Oliveira               | 6(4)-7, 6-3, [10-12]   |
| 15. | 30 luglio 2017    | ATP Challenger Cortina, Cortina d'Ampezzo        | Terra rossa   | Gerald Melzer             | Steven de Waard Ben McLachlan                  | 6-2, 7-6(4)            |
| 16. | 31 marzo 2018     | Andalucía Challenger, Marbella                   | Terra rossa   | Ariel Behar               | Martin Kližan Jozef Kovalik                    | 6-3, 6-4               |
| 17. | 26 ottobre 2018   | Lima Challenger, Lima                            | Terra rossa   | Guillermo Durán           | Ariel Behar Gonzalo Escobar                    | 2-6, 7-6(5), [10-5]    |
| 18. | 10 novembre 2018  | Uruguay Open, Montevideo                         | Terra rossa   | Guillermo Durán           | Facundo Bagnis Andrés Molteni                  | 7-6(5), 6-4            |
| 19. | 17 novembre 2018  | Challenger de Buenos Aires, Buenos Aires         | Terra rossa   | Guillermo Durán           | Marcelo Demoliner Andrés Molteni               | 6-4, 4-6, [10-3]       |
| 20. | 26 gennaio 2019   | Punta Open, Punta del Este                       | Terra rossa   | Guillermo Durán           | Sander Gillé Joran Vliegen                     | 6-2, 6(6)-7, [10-8]    |
| 21. | 14 settembre 2019 | Szczecin Open, Stettino                          | Terra rossa   | Andrés Molteni            | Hans Podlipnik-Castillo Matwé Middelkoop       | 6-4, 6-3               |
| 22. | 28 settembre 2019 | Challenger de Buenos Aires, Buenos Aires         | Terra rossa   | Andrés Molteni            | Hugo Dellien Federico Zeballos                 | 6(3)-7, 6-2, [10-1]    |
| 23. | 3 luglio 2021     | Porto Open, Porto                                | Terra rossa   | Guillermo Durán           | Renzo Olivo Miguel Ángel Reyes Varela          | 6(5)-7, 7-6(5), [11-9] |
| 24. | 18 giugno 2022    | Corrientes Challenger, Corrientes                | Terra rossa   | Guillermo Durán           | Nicolás Álvarez Murkel Dellien                 | 7-5, 6-2               |
| 25. | 9 luglio 2022     | Internazionali Città di Todi, Todi               | Terra rossa   | Guillermo Durán           | Romain Arneodo Jonathan Eysseric               | 6-1, 2-6, [10-6]       |
| 26. | 1º ottobre 2022   | Challenger de Buenos Aires, Buenos Aires         | Terra rossa   | Guillermo Durán           | Román Andrés Burruchaga Facundo Díaz Acosta    | 6-0, 7-5               |
| 27. | 15 ottobre 2022   | ATP Challenger do Rio de Janeiro, Rio de Janeiro | Terra rossa   | Guillermo Durán           | Karol Drzewiecki Jakub Paul                    | 6-3, 6-2               |
| 28. | 5 novembre 2022   | Challenger Ciudad de Guayaquil, Guayaquil        | Terra rossa   | Guillermo Durán           | Facundo Díaz Acosta Luis David Martínez        | 6-0, 6-4               |
| 29. | 19 novembre 2022  | São Léo Open, São Leopoldo                       | Terra rossa   | Guillermo Durán           | Felipe Meligeni Alves João Lucas Reis da Silva | 5-1, ritirati          |
| 30. | 26 novembre 2022  | Challenger Temuco, Temuco                        | Cemento       | Guillermo Durán           | Luis David Martínez Jeevan Nedunchezhiyan      | 6-4, 6-2               |
| 31. | 7 gennaio 2023    | Challenger de Tigre I, Tigre                     | Terra battuta | Ignacio Carou             | Leonardo Aboian Ignacio Monzón                 | 5-7, 6-4, [10-5]       |
| 32. | 28 gennaio 2023   | Challenger Concepción, Concepción                | Terra battuta | Guillermo Durán           | Luciano Darderi Oleg Prihodko                  | 7-6(1), 6(3)-7, [10-7] |
| 33. | 24 giugno 2023    | Cali Open, Cali                                  | Terra rossa   | Cristian Rodríguez        | Orlando Luz Oleg Prihodko                      | 6-3, 6-4               |
| 34. | 7 ottobre 2023    | Campeonato Internacional de Campinas, Campinas   | Terra rossa   | Guillermo Durán           | Diego Hidalgo Cristian Rodríguez               | 7-6(4), 6-3            |
| 35. | 28 ottobre 2023   | Curitiba Challenger, Curitiba                    | Terra rossa   | Ignacio Carou             | Cristian Rodríguez Diego Hidalgo               | 6-4, 6-4               |
| 36. | 18 novembre 2023  | Uruguay Open, Montevideo                         | Terra rossa   | Guillermo Durán           | Boris Arias Federico Zeballos                  | 2-6, 7-6(2), [10-8]    |
| 37. | 3 febbraio 2024   | Brasil Tennis Challenger, Piracicaba             | Terra rossa   | Guillermo Durán           | Daniel Dutra da Silva Pedro Sakamoto           | 6-2, 7-6(5)            |
| 38. | 30 marzo 2024     | Tennis Napoli Cup, Napoli                        | Terra rossa   | Miguel Ángel Reyes Varela | Théo Arribagé Victor Vlad Cornea               | 6-4, 1-6, [10-7]       |
| 39. | 15 giugno 2024    | Internazionali Città di Perugia, Perugia         | Terra rossa   | Miguel Ángel Reyes Varela | Sriram Balaji Andre Begemann                   | 6-4, 7-5               |
| 40. | 15 settembre 2024 | Szczecin Open, Stettino                          | Terra rossa   | Théo Arribagé             | Ryan Seggerman Szymon Walków                   | 6-2, 6-1               |
| 41. | 16 novembre 2024  | Uruguay Open, Montevideo                         | Terra rossa   | Orlando Luz               | Mariano Kestelboim Franco Roncadelli           | 4-6, 6-3, [10-8]       |
| 42. | 1º febbraio 2025  | Brasil Tennis Challenger, Piracicaba             | Terra rossa   | Orlando Luz               | Marcelo Demoliner Fernando Romboli             | 6(4)-7, 6-2, [11-9]    |

##### Finali perse (23)
| Legenda tornei minori |
| Challenger (20)       |
| Futures (3)           |

| N.  | Data              | Torneo                                                  | Superficie  | Compagno                  | Avversari in finale                       | Punteggio'           |
| 1.  | 12 settembre 2009 | Argentina F14, Adrogué                                  | Terra rossa | Kevin Konfederak          | Andrés Molteni Gonzalo Tur                | 6-4, 2-6, [10-12]    |
| 2.  | 4 giugno 2011     | Brazil F16, Marília                                     | Terra rossa | Martín Cuevas             | Tiago Lopes André Miele                   | 6-2, 4-6, [6-10]     |
| 3.  | 20 agosto 2011    | Peru F2, Chosica                                        | Terra rossa | Martín Cuevas             | Mauricio Echazú Román Recarte             | 7-5, 4-6, [5-10]     |
| 4.  | 3 maggio 2015     | São Paulo Challenger, São Paulo                         | Terra rossa | Sergio Galdós             | Chase Buchanan Blaž Rola                  | 4-6, 4-6             |
| 5.  | 15 novembre 2015  | Challenger de Buenos Aires, Buenos Aires                | Terra rossa | Lukas Arnold Ker          | Julio Peralta Horacio Zeballos            | 2-6, 5-7             |
| 6.  | 19 marzo 2017     | Copa Ciudad de Tigre, Buenos Aires                      | Cemento     | Guillermo Durán           | Máximo González Andrés Molteni            | 1-6, 7-6(6), [5-10]  |
| 7.  | 10 settembre 2017 | Genoa Open Challenger, Genova                           | Terra rossa | Ariel Behar               | Tim Pütz Jan-Lennard Struff               | 6(5)-7, 6(8)-7       |
| 8.  | 10 marzo 2018     | Santiago Challenger, Santiago del Cile                  | Terra rossa | Guillermo Durán           | Romain Arneodo Jonathan Eysseric          | 6(4)-7, 6-1, [10-12] |
| 9.  | 7 aprile 2018     | JC Ferrero Challenger Open, Alicante                    | Terra rossa | Ariel Behar               | Wesley Koolhof Artem Sitak                | 3-6, 2-6             |
| 10. | 12 maggio 2018    | Open du Pays d'Aix, Aix-en-Provence                     | Terra rossa | Kenny de Schepper         | Philipp Petzschner Tim Pütz               | 7-6(3), 2-6, [8-10]  |
| 11. | 15 settembre 2018 | Szczecin Open, Stettino                                 | Terra rossa | Guillermo Durán           | Karol Drzewiecki Filip Polášek            | 3-6, 4-6             |
| 12. | 18 maggio 2019    | Lisboa Belém Open, Lisbona                              | Terra rossa | Guillermo Durán           | Philipp Oswald Filip Polášek              | 5-7, 2-6             |
| 13. | 7 settembre 2019  | Genoa Open Challenger, Genova                           | Terra rossa | Andrés Molteni            | Gonzalo Escobar Ariel Behar               | 6-3, 4-6, [3-10]     |
| 14. | 1º maggio 2021    | Roma Open II, Roma                                      | Terra rossa | Guillermo Durán           | Sadio Doumbia Fabien Reboul               | 5-7, 3-6             |
| 15. | 8 ottobre 2022    | Campeonato Internacional de Tênis de Campinas, Campinas | Terra rossa | Guillermo Durán           | Boris Arias Federico Zeballos             | 5-7, 2-6             |
| 16. | 29 ottobre 2022   | Lima Challenger II, Lima                                | Terra rossa | Guillermo Durán           | Jesper de Jong Max Houkes                 | 6(6)-7, 6-3, [10-12] |
| 17. | 15 aprile 2023    | Sarasota Open, Sarasota                                 | Terra verde | Guillermo Durán           | Julian Cash Henry Patten                  | 6(4)-7, 4-6          |
| 18. | 29 aprile 2023    | Ostrava Open, Ostrava                                   | Terra rossa | Guillermo Durán           | Robert Galloway Miguel Ángel Reyes Varela | 5-7, 6(5)-7          |
| 19. | 23 settembre 2023 | Columbus Challenger, Columbus                           | Cemento (i) | Hans Hach Verdugo         | Robert Cash James Trotter                 | 4-6, 6-2, [7-10]     |
| 20. | 27 gennaio 2024   | Punta Open, Punta del Este                              | Terra rossa | Guillermo Durán           | Murkel Dellien Federico Agustín Gómez     | 3-6, 2-6             |
| 21. | 13 aprile 2024    | Open Comunidad de Madrid, Madrid                        | Terra rossa | Miguel Ángel Reyes Varela | Henry Patten Harri Heliövaara             | 5-7, 6(1)-7          |
| 22. | 21 settembre 2024 | Bad Waltersdorf Open, Bad Waltersdorf                   | Terra rossa | Sriram Balaji             | Petr Nouza Patrik Rikl                    | 4-6, 6-4, [5-10]     |
| 23. | 8 febbraio 2025   | Rosario Challenger, Rosario                             | Terra rossa | Théo Arribagé             | Marcelo Demoliner Fernando Romboli        | 5-7, 3-6             |